# Auguste Dormoy
 (décembre 2024).
Pour les articles homonymes, voir Dormoy.
Auguste Parenthou d'Ormoy, dit Auguste Dormoy, connu sous le nom de Pierre Dormoy, est un homme politique français né le 9 juillet 1876 à Paris et décédé le 11 mars 1970 à Cherbourg (Manche).

## Biographie
Fonctionnaire de la ville de Paris, il adhère au Parti ouvrier français, puis au Parti socialiste français, puis au Parti socialiste unifié après 1905, devenant secrétaire de la fédération de la Seine. Il est conseiller municipal de Paris en 1912, dans le quartier de Picpus (12e arrondissement) et député de la Seine de 1919 à 1924. Il s'inscrit au groupe communiste quand celui-ci se constitue. En 1920, il adhère au Parti communiste, dont il est membre du comité directeur en 1921-1922. Mais il le quitte dès 1923. 
Battu lors des élections de 1924, il travaille à la préfecture de la Seine. Il termine sa carrière en 1933 comme directeur de la maison de retraite départementale. Installé à Menton, il entre dans la Résistance et devient maire de Menton de 1945 à 1953.

## Sources
- « Auguste Dormoy », dans le Dictionnaire des parlementaires français (1889-1940), sous la direction de Jean Jolly, PUF, 1960 [détail de l’édition]